# Carl Christoffer Georg Andræ
Carl Christoffer Georg Andræ (Hjertebjerg, 14 de outubro de 1812 – Copenhague, 2 de fevereiro de 1893) foi um político dinamarquês. Ocupou o cargo de primeiro-ministro da Dinamarca.